# Anoecia cornicola
Anoecia cornicola är en insektsart som först beskrevs av Walsh 1863.  Anoecia cornicola ingår i släktet Anoecia och familjen långrörsbladlöss. Inga underarter finns listade i Catalogue of Life.